# Cenocoelius auricomis
Cenocoelius auricomis är en stekelart som beskrevs av Saffer 1982. Cenocoelius auricomis ingår i släktet Cenocoelius och familjen bracksteklar. Inga underarter finns listade.